# Goryphus corniger
Goryphus corniger är en stekelart som beskrevs av Morley 1917. Goryphus corniger ingår i släktet Goryphus och familjen brokparasitsteklar. Inga underarter finns listade i Catalogue of Life.